# 韓東根
韓 東根（ハン・ドングン、朝鮮語: 한동근、1933年6月1日 - ）は、朝鮮民主主義人民共和国の軍人、政治家。朝鮮人民軍総政治局副局長、朝鮮労働党中央委員会委員などを歴任した。朝鮮人民軍における軍事称号（階級）は上将。

## 経歴
1933年に生まれた。出生地は不明。万景台革命学院、金日成高級党学校を卒業。1991年に朝鮮人民軍総政治局宣伝部長に任命され、人民軍少将に昇進した。その後、就任時期は不明であるが、朝鮮人民軍総政治局副局長に任命された。1995年に中将に昇進。朝鮮戦争に従軍し戦死した毛岸英の親戚代表団(団長、邵華中国人民解放軍軍事科学院副院長)が2006年に訪朝すると、万寿台議事堂で開かれた宴会に参加した。
2009年3月には朝鮮人民軍選挙委員会委員長に就任し、上将に昇進。3月8日に実施された最高人民会議第12期代議員選挙で代議員に選出された。2010年9月28日に開催された朝鮮労働党第3回党代表者会で朝鮮労働党中央委員会委員に選出された。2011年12月17日に金正日総書記が死去した際には、国家葬儀委員会委員に選ばれた。以降の消息は不明である。

## 参考サイト
- 북한정보포털